# حزب دموکرات-جمهوری‌خواه
حزب دموکرات-جمهوری‌خواه (به انگلیسی: Democratic-Republican Party) توسط توماس جفرسون و جیمز مدیسون در سال ۱۷۹۱–۹۳ تأسیس شد. این حزب مخالف حزب فدرالیست (آمریکا) بود و در طی دوران First Party System کنترل پست‌هایی را در مجلس و ریاست جمهوری آمریکا را در بین سال‌های ۱۸۰۱ تا ۱۸۲۴ در بیشتر ایالت‌های آمریکا به دست گرفت.
پس از انتخابات ریاست‌جمهوری ۱۸۲۴ ایالات متحده آمریکا به دو حزب دموکرات ایالات متحده آمریکا و حزب جمهوری‌خواه ملی تقسیم شد که بعدها حزب جمهوری‌خواه ملی به حزب جمهوری‌خواه ایالات متحده آمریکا تغییر یافت.  

## رئیس‌جمهورهای حزب
- توماس جفرسون (۱۸۰۱–۱۸۰۹)
- جیمز مدیسون (۱۸۰۹–۱۸۱۷)
- جیمز مونرو (۱۸۱۷–۱۸۲۵)
- جان کوئینسی آدامز (۱۸۲۵–۱۸۲۹)